# I Do, I Do, I Do, I Do, I Do
Singles de ABBA
I've Been Waiting for You
(1975) Bang-A-Boomerang (en)
(1975)
I Do, I Do, I Do, I Do, I Do est une chanson du groupe de pop suédois ABBA, et fut le hit mondial qui suivit Waterloo. Ce fut le troisième titre de l'album ABBA à sortir en single, et une des dernières chansons à être enregistrée pour l'album. La chanson fut écrite par Benny Andersson, Björn Ulvaeus et leur manager Stig Anderson, et sortit en avril 1975 avec Rock Me sur la face B.
La chanson fut enregistrée le 21 février 1975 au Glen Studio, et s'inspira de la musique « schlager » européenne des années 1950, ainsi que le son de saxophone du chef d'orchestre américain des années 1950 Billy Vaughn.

## Histoire
La sortie de la chanson vint peu de temps après que leur single précédent, So Long, ne rencontra que peu de succès dans les hit-parade et en termes de ventes. Après la sortie de Waterloo, ABBA avait du mal à être considéré comme un groupe qui allait durer. I Do, I Do, I Do, I Do, I Do contribua à les remettre sous les projecteurs pour de bon. La chanson comprend une mélodie au saxophone et un hommage à la musique schlager des années 1950 ; elle eut un bien meilleur classement dans les hit-parades à travers le monde, même si elle n'eut pas beaucoup de succès en Grande-Bretagne. La popularité de la chanson fut accrue, surtout en Australie, par un clip promotionnel diffusé à la télévision. La chanson, sans doute à cause de son titre et de ses thèmes, est souvent jouée aux mariages, et apparaît dans le film Muriel au mariage du personnage fan d'ABBA.

## Accueil
La chanson fut un hit conséquent dans un certain nombre de pays. I Do, I Do, I Do, I Do, I Do fut la chanson qui lança la « ABBA-mania » en Australie, et fut leur première chanson à se placer en tête du hit-parade. Suivi de Mamma Mia et SOS, ceci plaça le groupe en tête des charts pendant 14 semaines consécutives. I Do, I Do, I Do, I Do, I Do fut aussi en tête des charts en France, en Nouvelle-Zélande, en Suisse et en Afrique du Sud, et atteint le top 5 en Norvège, en Belgique, aux Pays-Bas en Autriche et en Rhodésie (tous en 1975). La chanson atteint aussi la 15e place aux États-Unis début 1976. Une exception notable au succès de la chanson fut le Royaume-Uni, un marché qu'ABBA souhaitait conquérir, où le single resta bloqué en position 38 ; ainsi, la direction musicale prise par le single ne fut pas réutilisée pendant un moment. Ceci représente la seule fois où une chanson de ABBA eut plus de succès aux États-Unis qu'en Grande-Bretagne. Plus tard dans l'année 1975, ABBA rencontra le succès au Royaume-Uni avec SOS, qui consolida le succès du groupe en Australie et ailleurs. Un sondage du 5 décembre 2010 en Grande-Bretagne sur les chansons préférées d'ABBA plaça cette chanson à la 23e place.
Dans un article paru dans le magazine Cash Box, il est écrit que « des voix richement texturées donnent à ce shuffle aux sonorités des années 50 une poussée supplémentaire, une poussée, une poussée, une poussée » et l'on fait l'éloge de « l'excellent riff de cuivres ». Dans Record World il est écrit que « ce single devrait être celui qui fera enfin réagir les gens et leur fera prendre conscience » d'ABBA aux États-Unis.

## Liste des pistes
| A. | I Do, I Do, I Do, I Do, I Do | - Benny Andersson - Björn Ulvaeus - Stig Anderson | 3:15 |
| B. | Rock Me                      | - Andersson - Ulvaeus                             | 3:03 |

## Crédits
| ABBA - Agnetha Fältskog – chant et chœurs - Anni-Frid Lyngstad – chant et chœurs - Björn Ulvaeus – chœurs, guitare - Benny Andersson – chœurs, claviers | Musiciens supplémentaires - Lasse Wellander – guitare solo - Mike Watson – basse - Roger Palm – batterie - Ulf Andersson – saxophones |

## Classements et certifications
| Classement (1975–1976)                  | Meilleure position |
| --------------------------------------- | ------------------ |
| Afrique du Sud (Springbok Top 20)       | 1                  |
| Allemagne de l'Ouest (Media Control)    | 6                  |
| Autriche (Ö3 Austria Top 40)            | 4                  |
| Australie (Kent Music Report)           | 1                  |
| Belgique (Flandre Ultratop 50 Singles)  | 2                  |
| Belgique (Wallonie Ultratop 50 Singles) | 1                  |
| Canada (Top Singles)                    | 14                 |
| Canada (Adult Contemporary Tracks)      | 6                  |
| Danemark (IFPI)                         | 2                  |
| États-Unis (Hot 100)                    | 15                 |
| États-Unis (Adult Contemporary)         | 8                  |
| États-Unis (Cash Box Top 100 Singles)   | 19                 |
| Finlande (Suomen virallinen lista)      | 25                 |
| France (IFOP)                           | 4                  |
| Norvège (VG-lista)                      | 2                  |
| Nouvelle-Zélande (RMNZ)                 | 1                  |
| Pays-Bas (Nederlandse Top 40)           | 3                  |
| Pays-Bas (Nationale Hitparade)          | 3                  |
| Rhodésie (Hits of the Week)             | 5                  |
| Royaume-Uni (UK Singles Chart)          | 38                 |
| Suisse (Schweizer Hitparade)            | 1                  |

| Classement (1975)                    | Position |
| ------------------------------------ | -------- |
| Afrique du Sud (Springbok)           | 12       |
| Allemagne de l'Ouest (Media Control) | 28       |
| Australie (Kent Music Report)        | 13       |
| Belgique (Flandre Ultratop 50)       | 11       |
| France (SNEP)                        | 45       |
| Nouvelle-Zélande (RMNZ)              | 6        |
| Pays-Bas (Nederlandse Top 40)        | 38       |
| Pays-Bas (Nationale Hitparade)       | 41       |
| Suisse (Schweizer Hitparade)         | 7        |

| Classement (1976)                       | Position |
| --------------------------------------- | -------- |
| Canada (Top Singles)                    | 132      |
| États-Unis (Joel Whitburn's Pop Annual) | 120      |
| États-Unis (Cashbox Top 100 Singles)    | 95       |

### Certifications et ventes
| Région | Certification | Ventes/Streams |
| ------ | ------------- | -------------- |
| France | —             | 500 000        |
| Résumé |               |                |
| Monde  | —             | 2 500 000      |